# 엘리자베스 (영화)
《엘리자베스》(영어: Elizabeth)는 1998년 공개된 영국의 영화이다.

## 출연

### 주연
- 케이트 블란쳇
- 제프리 러시
- 조지프 파인스
- 리처드 애튼버러
- 크리스토퍼 에클스턴

### 조연
- 제임스 프레인
- 에리크 캉토나
- 뱅상 카셀
- 캐시 버크
- 파니 아르당
- 에밀리 모티머
- 켈리 맥도널드
- 제이미 포먼
- 에드워드 하드윅
- 어맨다 라이언
- 테런스 릭비
- 대니얼 크레이그
- 존 길구드
- 케니 도티
- 앵거스 디턴
- 로드 컬버트슨
- 조지 이수미
- 에드워드 하이모어
- 조지프 오코너
- 데이지 베번
- 앨피 앨런
- 장피에르 레오
- 조슬랭 키브랭
- 매슈 리스

## 기타
- 공동제작: 라이자 체이신
- 공동제작: 데브라 헤이워드
- 라인프로듀서: 메리 리처즈
- 미술: 존 미어
- 의상: 알렉산드라 번
- 배역: 시몬 페레라 하인드
- 배역: 버네사 페레라